# Der Angriff
Der Angriff nazistisk var en nazistisk propagandaavis grundlagt af Joseph Goebbels i 1927. Den blev udgivet af NSDAP og havde Goebbels som redaktør. 
Først udkom avisen en gang ugentlig, senere to gange ugentlig og fra november 1940  dagligt. Avisen gik ind i 1945.
Avisen beskæftigede sig hovedsagelig med parti-propaganda, antisemitisme og
agitation mod Weimarrepublikken. 
Oplaget var i 1927 ca. 2.000, 1936 146.000 og i 1944 306.000 eksemplarer.